# Zeiselhof
Der Zeiselhof (slowakisch: Sysľovec, ungarisch: Ürgemajor) ist eine Meierhofsiedlung in Deutsch Jahrndorf im Burgenland.

## Geschichte
Der Gutshof gehörte lange Zeit der Adelsfamilie Zichy und war später im Besitz des Ehepaars Elemér Lónyay und der verwitweten Kronprinzessin Stephanie von Habsburg, die am Hof eine Spiritusbrennerei und eine Mühle betrieben und den Hof testamentarisch der Erzabtei St. Martinsberg vermacht haben. Nach der Abtrennung des Burgenlandes von Ungarn im Jahr 1921 kam der Gutshof zu Österreich. Da die Staatsgrenze zwischen Österreich und Ungarn das Gut Zeiselhof durchschnitt und somit sämtliche Gebäude von den großen Agrarflächen in Ungarn getrennt waren, wurde in der Botschafterkonferenz vom 8. Februar 1922 vereinbart, dass die Ernteprodukte dennoch zollfrei in den Hof gebracht werden können und die Arbeiter mit Grenzübertrittsscheinen zu versehen sind, die auf dem Gutsareal jederzeit einen Grenzübertritt ermöglichten.
Im Zeiselhof sind die Benediktiner von St. Martinsberg-Pannonhalma ansässig. Seit 2005 ist der Zeiselhof der Sitz des Domus Religiosa-Superiorats der Ungarischen Benediktiner in Österreich.

## Wallfahrtskapelle Heilig-Kreuz

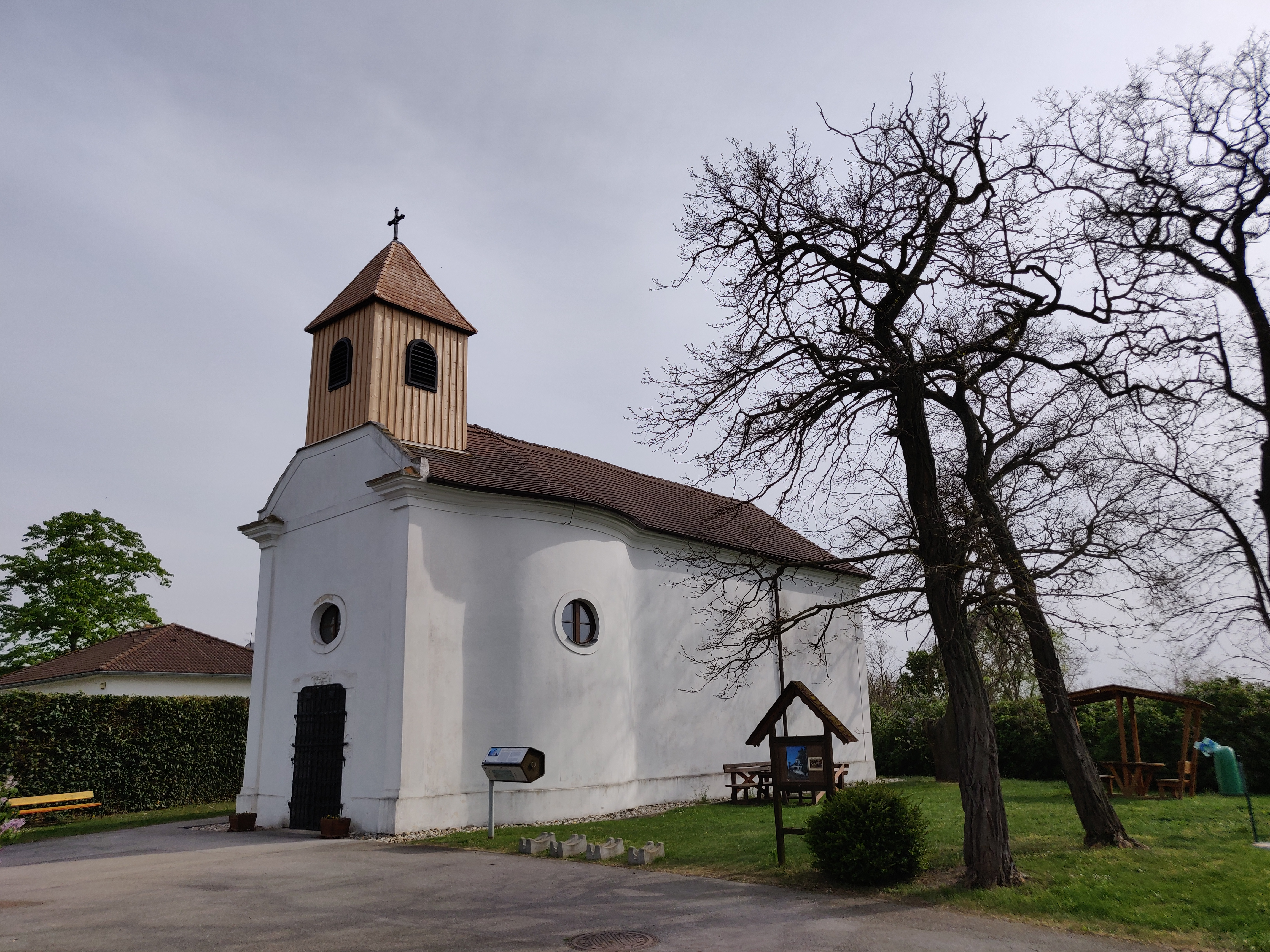
Die Zeiselhofkapelle (2020)

Die im Jahr 1764 geweihte Zeiselhofkapelle, auch als Wallfahrtskapelle Heilig-Kreuz bezeichnet, wurde von den Zichys erbaut und ist denkmalgeschützt. Zu ihr fand die Wallfahrt „Verlorenes Schaf“ statt.
Die Kapelle ist ein kleiner, nach Westen orientierter Barockbau, der über eine flachrunde Apsis und einen kleinen Dachreiter über der Ostfassade  verfügt. Das Gitter des Ostportals mit der Jahreszahl 1674 hat einen ornamentierten Steinrahmen. Das kostbare Deckengemälde von Franz Anton Maulbertsch zeigt die Erlösung, in der allegorisch der Gekreuzigte von Engeln zu Gott getragen wird.